# Mercuriusfontein (Leeuwarden)
De Mercuriusfontein is een fontein in de Nederlandse stad Leeuwarden.

## Geschiedenis
De fontein werd in 1923 door de Vereniging voor Vreemdelingenverkeer (VVV) geschonken aan de stad De Mercuriusfontein staat symbool voor de bronnen van welvaart van Leeuwarden (en omgeving) en werd ontworpen door de Duitse beeldhouwer Gustav Adolf Bredow. De VVV had in 1921 een prijsvraag uit doen gaan in het Duitse vakblad voor beeldhouwers "Deutsche Steinbildhauwer". Men dacht goedkoop uit te zijn in Duitsland omdat dat land net in een diepe valutacrisis zat. Het kwam de VVV op kritiek te staan van de Haagse beeldhouwer Gerard van Lom die bij toeval de advertentie vond. In de loop van de tijd is er een mythe ontstaan dat de fontein een afdankertje was dat eigenlijk bestemd was voor Buenos Aires. De fontein is een rijksmonument.

### Verplaatsing

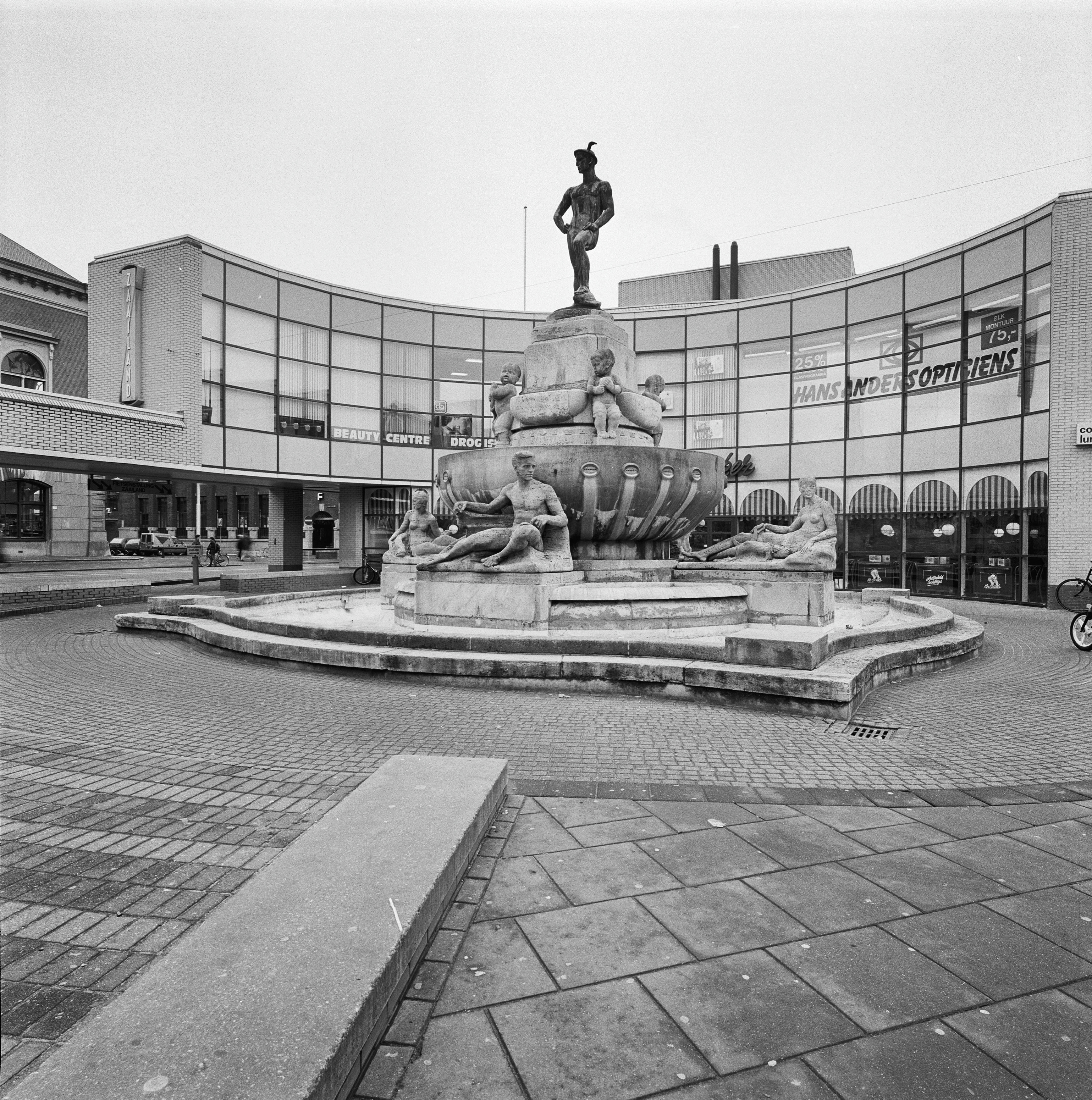
Mercuriusfontein op de oude locatie met daarachter het winkelcentrum

Oorspronkelijk stond de fontein op het oostelijke eind van het Zaailand nabij de Wirdummerdijk. Rondom de fontein stonden bomen en andere beplanting. In de jaren 1980 werd Winkelcentrum Zaailand half om de fontein heengebouwd.
Winkelcentrum Zaailand is in de periode van maart 2010 tot oktober 2011 op de oude plek van de fontein uitgebreid. Tijdens het verwijderen van de fontein zijn enkele middeleeuwse muren bloot komen te liggen. Deze zijn tijdens de verbouw van het winkelcentrum gebleven en geïndexeerd, de nieuwe fundering werd naast de oude muren van de stad geplaatst.
De fontein is na een grondige restauratie 60 meter verplaatst, naar de Wirdumerpoortsdwinger voor het Beurs- en waaggebouw. Sinds 18 juli 2012 staat het beeld van Mercurius weer op de fontein die zijn naam draagt.